# Anton Rom
Carl Anton "Toni" Rom (født 10. marts 1909 i Würzburg, død 30. december 1994 smst.) var en tysk roer og olympisk guldvinder.
Rom roede for den lokale klub, Würzburger RV, og han roede først otter, som han blev tysk mester i i 1933. Han skiftede derpå til firer uden styrmand og blev tysk mester i denne båd 1934-1936, ligesom båden blev europamester i 1934, mens han i 1935 blev europamester i firer med styrmand.
Europamestrene fra 1934 var foruden Rom Rudolf Eckstein, Martin Karl og Wilhelm Menne, og de blev udtaget til OL 1936 i Berlin. Her vandt de deres indledende heat i ny olympisk rekordtid, og i finalen var schweizerne regnet som deres største konkurrenter, men den schweiziske besætning var udmattede, idet de også roede både firer med styrmand og otter ved legene, så kampen om guldet kom til at stå mellem Tyskland og Storbritannien. Briterne gav tyskerne en god kamp, men måtte nøjes med sølvet, næsten fem sekunder langsommere end tyskerne. Schweiz fik bronze.

## OL-medaljer
- 1936:  Guld i firer uden styrmand